# Гурський Іван Францович
Іван Францович Гу́рський (23 грудня 1902, Триліси — 9 лютого 1981, Одеса) — український радянський живописець; член Асоціації художників Червоної України з 1930 року та Спілки радянських художників України у 1937—1941 роках та з 1960 року.

## Біографія
Народився 10 [23] грудня 1902 року у селі Трилісах (нині Фастівський район Київської області, Україна). Протягом 1925—1930 років навчався в Одеському художньому інституті, був учнем Павла Волокидіна. Дипломна робота — картина «Піонери» (керівник Данило Крайнєв).
З 1933 року жив у Одесі. Протягом 1937—1941 років викладав у Одеському художньому училищі. Брав участь у німецько-радянській війні. 1941 року потрапив у німецький полон і до 1945 року перебував у концтаборі Оснабрюк.
Упродовж 1960—1963 років знову викладава у Одеському художньому училищі, працював викладачем у студіях образотворчого мистецтва, в Одеському художньому фонді. Жив в Одесі в будинку на провулку Короленка № 10, квартира № 5а. Помер в Одесі 9 лютого 1981 року.

## Творчість
Працював у галузі станкового живопису. Серед робіт:
- «Січова рада» (1929; Одеський історико-краєзнавчий музей);
- «Піонери» (1930);
- «Піонери біля вогнища» (1935);
- «Прикордонники» (1937; Миколаївський обласний художній музей імені В. В. Верещагіна[1]);
- «На художній виставці в МТС імені Тараса Шевченка» (1949; Національний музей Тараса Шевченка[1]);
- «Вулики» (1950);
- «Наша Одеса» (1950);
- «На Красній площі» (1952, співавтор Іван Беспалов);
- «У Івана Мічуріна» (1954);
- «Пушкін в Одесі» (1956);
- «Березанська птахофабрика» (1958);
- «Олександр Пушкін на березі моря» (1960);
- «Рідні береги» (1972);
- «Першовідкривачі» (1973).

Брав участь у всеукраїнських мистецьких виставках з 1931 року, зокрема:
- ІІІ-я Всеукраїнська художня виставка (1931);
- VІ-та Українська художня виставка (1935);
- Ювілейна художня виставка (1937)[1].